# Луций Корнелий Бальб Младший
Лу́ций Корне́лий Бальб Мла́дший (лат. Lucius Cornelius Balbus Minor; родился, по одной из версий, в 79 году до н. э., Гадес, Дальняя Испания, Римская республика — умер после 13 года до н. э.) — римский военачальник и политический деятель, проконсул Африки в 22—21 годах до н. э.

## Биография
Луций Корнелий Бальб был гражданином Гадеса (современный Кадис). Возможно также, что он был иберийского происхождения.
В 72 году до н. э. вместе со своим дедом, отцом и дядей получил римское гражданство от Помпея, на основании закона Геллия—Корнелия, возможно, по рекомендации Луция Корнелия Лентула Круса.
В гражданской войне вместе со своим дядей поддержал Цезаря. Использовался Цезарем для переговоров с Лентулом Крусом. Участвовал в битве при Диррахии, сопровождал Цезаря в Александрии и Испании. Летом 45 года до н. э. наконец вернулся в Рим. В 41—40 годах, предположительно, Бальб управлял Испанией в ранге пропретора, которая была под властью Октавиана.
В 44 году до н. э. назначен квестором, а вскоре после этого — кваттуорвиром Гадеса. В июне 43 года до н. э. вместе с казной бежал из Гадеса в Мавретанию.
В 29 году до н. э. включен в сенат в ранге консуляра. К 20 году до н. э. вступил в коллегию понтификов.
В 21—20 годах до н. э. занимал должность проконсула Африки. В своё проконсульство он совершил удачный поход против Гарамантиды и смог взять её столицу — Гараму. После возвращения в Рим в 19 году до н. э он был удостоен триумфа, причём Плиний Старший специально подчеркивал, что это был единственный случай, когда такой чести удостоился иностранец, получивший римское гражданство. На средства из военной добычи построил в Риме театр и крипту, за что благодарный консул Тиберий Нерон предоставил ему первое слово в сенате.
Умер после 13 года до н. э.
Бальб был автором нескольких работ: так называемой «претексты» (о своём посольстве к Лентулу Крусу), поставленной в 43 году до н. э. в Гадесе, и «Толкования» на греческом языке, которые посвящались религиозным вопросам.